# Os 21 Mártires Coptas da Líbia
Os 21 Mártires Coptas da Líbia são um grupo de vinte e um cristãos coptas ortodoxos, incluindo um subsariano convertido, que foram sequestrados entre dezembro de 2014 e janeiro de 2015 pelo grupo terrorista islâmico ISIS, que posteriormente os decapitou em uma praia da Líbia. O massacre foi descoberto através de um vídeo que veio à tona em 15 de fevereiro de 2015.
O Papa copta Teodoro II decidiu inserir no Synasarium os vinte e um cristãos martirizados pelo ISIS, ato equivalente à sua canonização, pelo que a Igreja Copta Ortodoxa reconhece os 21 mártires como santos. Em maio de 2023, o Papa Francisco, que em 2021 já havia se referido a eles como "santos para todos os cristãos", adicionou oficialmente os 21 mártires ao Martirológio Romano, sendo assim venerados como santos também na Igreja Católica.

## Martírio
Em 15 de fevereiro de 2015, foi divulgado um vídeo de cinco minutos mostrando a decapitação de cativos numa praia da costa sul do Mar Mediterrâneo. Uma legenda do vídeo chamava os cativos de "povo da cruz, seguidores da hostil Igreja Egípcia". Um dos terroristas falou em inglês americano e fez referências religiosas, incluindo nomear Jesus. Também justifica o derramamento de sangue no mar pelo "xeque" Osama bin Laden.
Após decapitar os reféns, aparece uma mensagem na tela: "A sangue ruim é apenas parte do que te espera, em vingança por Camelia e suas irmãs", referindo-se a Camelia Shehata, uma egípcia copta e esposa de um copta sacerdote que os islâmicos acreditam ter se convertido ao Islã e que foi detido pela Igreja por causa disso. Mais tarde, ela negou a alegação. Finalmente, o orador declara: "Vamos conquistar Roma, com a permissão de Alá", apontando a faca para o mar.

## Veneração

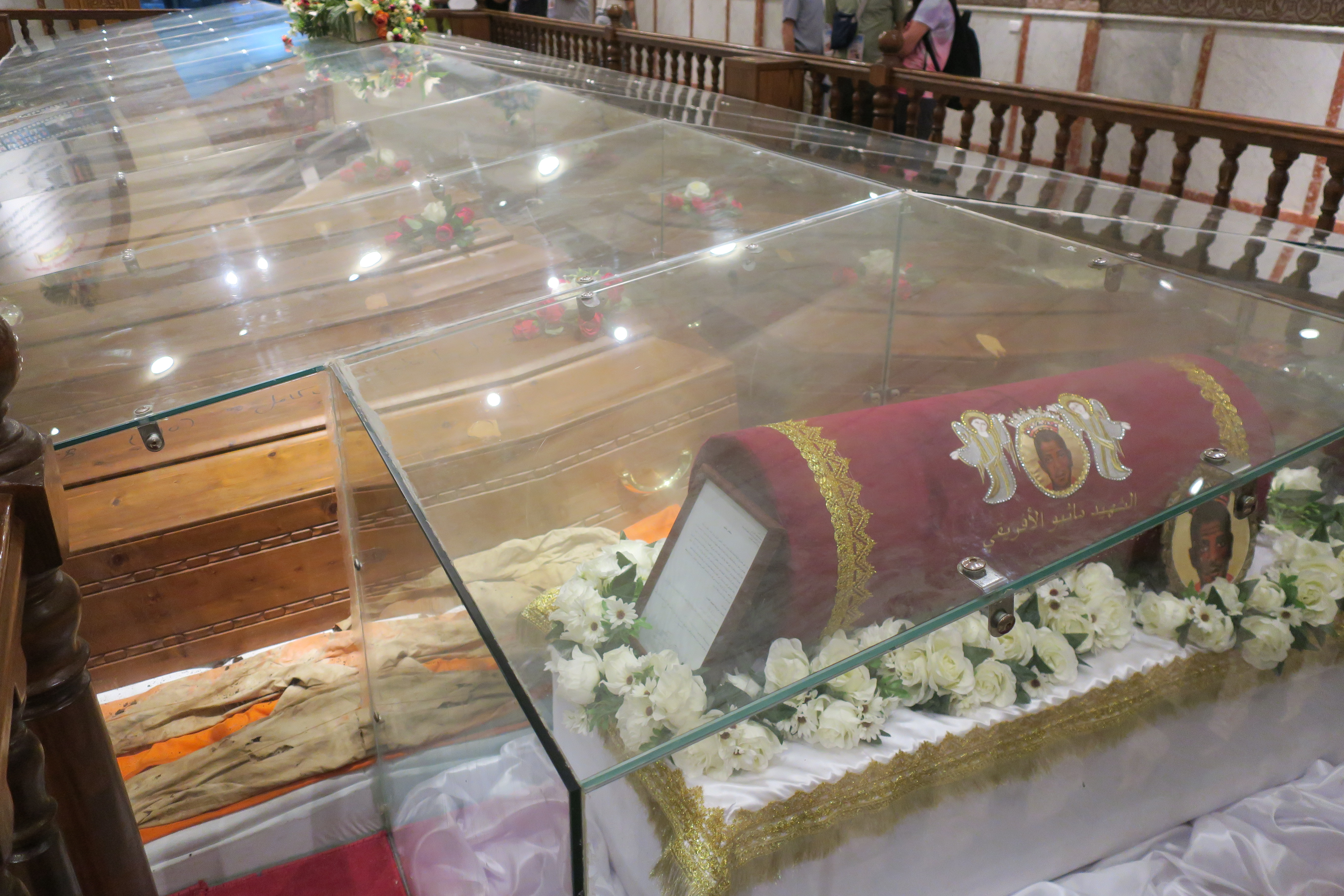
Relíquias dos mártires coptas na Igreja dos Mártires da Fé e da Pátria em Minia, Egito

O Papa copta Teodoro II estabeleceu a memória litúrgica dos mártires para o dia 8 de Amshir, correspondente ao dia 15 de fevereiro do calendário gregoriano, exatamente o dia em que foi divulgado o vídeo das decapitações. O hierarca decidiu manter esta data apesar de o calendário copta celebrar a festa da Apresentação de Jesus no Templo.
Depois que o vídeo do martírio dos 21 novos santos se tornou conhecido, o mundo cristão viu neles autênticos mártires. Os vídeos mostram que os coptas pronunciavam o nome de Jesus na língua copta: Ya Rabi Yasou (Ó meu Senhor Jesus) antes de serem mortos. Imediatamente as imagens e ícones dos mártires começaram a ser venerados no Egito.
O presidente egípcio Abdul Fatah as-Sisi autorizou a construção de um templo em homenagem aos santos em Minia, cidade de onde eles vêm. O Papa Francisco, numa mensagem ao papa copta, reconheceu os assassinados como mártires.
Em 11 de maio de 2023, o Papa Francisco anunciou que os 21 mártires coptas seriam acrescentados ao Martirológio Romano (o que os tornam automaticamente santos da Igreja Católica) enquanto realizava um encontro com o Papa Tawadros II como sinal de comunhão no aniversário. do encontro entre o Papa São Paulo VI e o Papa Shenouda III em 1973. Além disso, o Papa Copta apresentou relíquias dos mártires ao Papa Francisco. Este foi um dos poucos casos de veneração comum de santos entre igrejas após o cisma.
Em 15 de fevereiro de 2024, o Cardeal Kurt Koch, prefeito do Dicastério para a Promoção da Unidade dos Cristãos, presidiu uma missa em memória dos mártires coptas na Basílica de São Pedro, no Vaticano. Na homilia, o cardeal ressaltou que eles "são testemunhas da fé também na Igreja Católica, e que por isso são também nossos mártires".

## O vigésimo primeiro mártir
Após as decapitações, a Igreja Copta divulgou os nomes dos mártires, mas havia apenas 20 nomes. A vítima número 21, que era de ascendência africana, ao contrário das outras, que eram de etnia copta, não pôde ser identificada inicialmente. Inicialmente foi mencionado que seu nome era Samuel Alahm Welson, mas depois alguém que havia trabalhado com ele afirmou que seu nome verdadeiro era Matthew Ayariga e que ele poderia ser de Gana ou do Chade.
Várias investigações subsequentes concluíram que muito possivelmente ele era cristão, embora não copta ou católico, e que antes de morrer teria dito "Sou cristão e sou como eles". Em outubro de 2020, Christian News Now relatou que "Ayariga era um trabalhador migrante cristão de Gana." No livro Os 21: Uma Viagem à Terra dos Mártires Coptas, Martin Mosebach, que viajou ao Egito para conhecer as famílias dos mártires, também afirma que Ayariga era ganense e que disse "Eu sou cristão".
No entanto, de acordo com algumas fontes anônimas, ele não era originalmente cristão, mas viu a imensa fé de outros, e quando questionado pelos terroristas se ele rejeitava Jesus, ele supostamente disse: "Seu Deus é meu Deus", mesmo sabendo isso seria morto.
Quando os restos mortais dos 21 mártires foram encontrados, os corpos dos 20 egípcios foram imediatamente devolvidos ao Egito. No entanto, os restos mortais de Ayariga foram recebidos apenas três anos depois, em 29 de setembro de 2020. Parentes dos outros mártires "expressaram sua alegria pelo retorno dos restos mortais do mártir (Matthew Ayariga)", dizendo: "Nossa alegria é completo".
Sua data de nascimento ou detalhes sobre sua vida são atualmente desconhecidos, e não há conhecimento de nenhum de seus parentes ou de alguém que afirme conhecê-lo. Durante o período de cinco anos em que o seu corpo permaneceu na morgue, nenhum familiar ou conhecido o reivindicou, e a Igreja Católica no Gana não parecia ter quaisquer registros do mesmo. Várias igrejas cristãs em Gana fizeram esforços para divulgar sua história na tentativa de obter mais informações sobre ele.

## Representação na arte
O projeto 21 Martyrs Film planeja estrear um filme de animação retratando o sequestro, prisão e execução dos mártires em 2024. Como base para a adaptação cinematográfica, eles tiveram inúmeras conversas com familiares, amigos e clérigos coptas que eram os 21 conheciam pessoalmente. O projeto trabalha com Nikola Sarić, bem como com iconógrafos e animadores para representar a fé copta e as suas tradições com a maior precisão possível.

## Lista dos 21 santos mártires
Os nomes dos mártires são:
- Milad Makeen Zaky
- Abanub Ayad Atiya
- Maged Solaiman Shehata
- Yusuf Shukry Yunan
- Kirollos Shokry Fawzy
- Bishoy Astafanus Kamel
- Somaily Astafanus Kamel
- Malak Ibrahim Sinweet
- Tawadros Yusuf Tawadros
- Girgis Milad Sinweet
- Mina Fayez Aziz
- Hany Abdelmesih Salib
- Bishoy Adel Khalaf
- Samuel Alham Wilson
- Ezat Bishri Naseef
- Loqa Nagaty
- Gaber Munir Adly
- Esam Badir Samir
- Malak Farag Abrão
- Sameh Salah Faruq
- Mateus Ayariga  Gana